# كيني تريمبل
كيني تريمبل (بالإنجليزية: Kenny Trimble)‏ هو عازف جاز أمريكي، ولد في 1 مارس 1919، وتوفي في 8 مايو 1991.